# Martin Geisen
Martin Geisen (* 1987 in Daun) ist ein deutscher Schauspieler.

## Leben
Geisen wuchs in Daun in der Eifel und ab seinem 12. Lebensjahr in Rheinbach bei Bonn auf. Nach dem Abitur studierte er von 2009 bis 2012 Geographie und Politikwissenschaften an der Justus-Liebig-Universität in Gießen, und arbeitete nebenbei mehrere Jahre für den Rettungsdienst.
Von 2012 bis 2015 absolvierte Geisen eine Ausbildung an der Schule für Schauspiel in Hamburg und arbeitete dort unter anderem mit Wladimir Tarasjanz, Ulrike Maack, Wilfried Minks, Cornelia Schirmer und Samuel Weiß.
Während der Ausbildung war er auf mehreren Hamburger Bühnen zu sehen, so z. B. dem Altonaer Theater, Thalia Theater oder Hamburger Kammerspiele. Nach dem Abschlussstück Was ihr wollt unter Regie von Annelore Sarbach, war Geisen 2015 als Lars Koch in Ferdinand von Schirachs Terror an den Mainzer Kammerspielen zu sehen, bevor er 2016 festes Ensemblemitglied am Westfälischen Landestheater wurde. Er wechselte 2017 unter Leitung von Caroline Stolz und Alexander May ans Stadttheater Trier. Er arbeitete außerdem am Staatstheater Mainz, Théâtre National du Luxembourg, Burgfestspiele Mayen oder dem Theater Ansbach.
Seit 2017 steht Geisen vermehrt auch vor der Kamera. Einem breiteren Publikum wurde er bekannt durch die Rolle des Markus Gelden in Die Füchsin: Spur in die Vergangenheit. Unter der Regie von Jan Frers drehte er 2017 den Kinofilm Just Drifting Along, welcher für den Max-Ophüls-Preis als „Bester Spielfilm 2018“ nominiert war. Geisen war für seine Rolle als David in dem Film ebenfalls für den Max-Ophüls-Preis als „Bester Schauspielnachwuchs 2018“ nominiert.
2020 war Geisen in einer Doppelhauptrolle als Zwillingspaar in der ARD-Serie „Morden im Norden“ zu sehen. Seitdem war er außerdem zu sehen in SOKO Köln, In aller Freundschaft – Die jungen Ärzte, oder Tatort.
Geisen ist in verschiedenen Kulturinitiativen und als Musiker und Konzertveranstalter aktiv.

## Auszeichnungen
- 2018: Nominierungen Max-Ophüls-Preis als Bester Schauspielnachwuchs

## Theatertätigkeit (Auswahl)
- 2015–2016: Mainzer Kammerspiele
- 2016–2017: Westfälisches Landestheater
- 2017–2023: Stadttheater Trier
- seit 2023: u. a. Burgfestspiele Mayen, Theater Ansbach

## Filmografie (Auswahl)
- 2015: Fritz Lang – Der andere in uns
- 2016: Eigengrau
- 2016: Verräter – Tod am Meer
- 2017: Alarm für Cobra 11
- 2017: Just Drifting Along
- 2018: Die Pfefferkörner
- 2018: Tatort: Zorn
- 2018: Die Füchsin: Spur in die Vergangenheit
- 2019: Sunny
- 2020: Morden im Norden
- 2020: Tilo Neumann & das Universum
- 2020: How to sell Drugs online (fast)
- 2020: Rentnercops
- 2021, 2022: SOKO Köln
- 2022: In aller Freundschaft – Die jungen Ärzte
- 2023: SOKO Wismar
- 2023: Bettys Diagnose
- 2025: Eine mit Herz – Familiengeheimnisse